# テュフズード
テュフズードは、認証、試験、検査、ナレッジサービス、トレーニングビジネスを提供している世界第６位の第三者認証機関(1位はSGS)。1866年に設立されて以来グローバルにビジネスを展開し、現在世界1,000以上の拠点にて、25,000人に上る専門家を擁する。本社はドイツ（ミュンヘン）にあり、グループの総売上高は約25億ユーロ（2020年度）。

## ビジネス分野
テュフズードの対応するビジネス分野
- 化学、物理、機械、電気、環境に関する試験と製品認証
- 製品、システム、建物、プラント、インフラの検査
- 品質、安全性、エネルギー、社会的コンプライアンス、環境など、多様な分野におけるシステム認証
- 安全性、品質、リスク、環境保護、規制に関する助言
- 労働安全、製品安全、マネジメントシステム認証、内部監査員向けトレーニング & セミナー

## グループの歴史
テュフズードの歴史は1866年にまで遡り、この年に、蒸気ボイラーの取扱者らが民間の規制団体としてマンハイムに設立した蒸気ボイラー検査協会が起源である。その目的を「未知の部分が多い新技術がもたらすリスクから人・環境・財産を保護する」ことに置いている。その後数年のうちに、バーデン、バイエルン、ヘッセン、ザクセンといったドイツ国内の各産業の中心地に、類似の組織が相次いで誕生するようになった。例えば、バイエルンでは「Bayerischer Dampfkessel-Revisions-Verein」が設立されている。これらの組織は、その後の合併・統合の結果、今日ではテュフズードの子会社となっている。テュフズードは技術の進歩に伴ってその活動領域を電気･電子機器、自動車、発電所、エレベーター、鉄道、環境保護、食品安全、マネジメントシステムなどに拡大してきた。
1990年代以降、テュフズードはドイツ国外へも拠点を増やすようになり、今日ではドイツ以外の欧州、アメリカ、アジア、アフリカなど50カ国に海外拠点を擁している。2015年までの10年間は、欧州単一市場、北米、およびアジア太平洋地域に事業を拡大した。

## テュフズードジャパン
日本には1993年に子会社を設立し、現在はテュフズードジャパン株式会社として、約220名の社員が本社（東京都新宿区）、関西本部（大阪府大阪市）、東京試験所（東京都品川区）、米沢試験所（山形県米沢市）、テクノパーク高津（神奈川県川崎市）で従事している。現存するほぼ全てのEU指令に対応するノーティファイド・ボディの機能を有し、厚生労働省に初めて登録された認証機関である。
電気・電子機器、ヘルスケア・医療機器、産業機器、IT・AV機器、5G関連機器、食品、自動車、鉄道、キャッシュレス決済、エネルギー・プラント機器、化学物質・プロセス、化粧品と幅広い分野に対し、各種試験・認証・監査・マネジメントシステム認証・トレーニングサービスを展開している。

## 年譜
- 1866年 - 蒸気ボイラー検査協会設立
- 1950年代後期 - ババリア全域を結ぶ自動車検査センター網を構築
- 1990年 - 南ドイツのTÜV が結集してTÜV SÜDを結成し、アジア事業に進出
- 1993年 - テュフプロダクトサービスジャパン（現テュフズードジャパン）を設立
- 2005年 - テュフプロダクトサービスジャパンをテュフジャパンに名称変更　TÜV SÜD Chemie Service を設立
- 2006年 - シンガポールを本拠地とするPSB Groupおよび米国の検査企業のPetroChemを買収することにより、それぞれアジア、および北米におけるサービス提供を拡充　テュフジャパンをテュフズードジャパンに名称変更
- 2008年 - 工場および設備の初期検査および定期検査の提供をドイツ全土へ拡大
- 2009年 - TÜVTURKがトルコ全土で自動車検査を開始
- 2010年 - 米国のGlobal Risk Consultants Corporation (GRC) を買収
- 2011年 - 南アフリカ市場でエネルギー産業向けに非破壊材質試験および検査を提供するPro-Tec Boiler Inspection abd NDT Servicesを買収
- 2012年 - ザクタテクノロジーコーポレーションの株式取得
- 2013年 - ザクタテクノロジーコーポレーションをテュフズードザクタに名称変更
- 2018年 - テュフズードジャパン、テュフズードザクタと合弁[6]

## 社名の由来と表記
テュフズードの社名はドイツ語でTÜV SÜDと表記される。TÜVはTechnischer Überwachungsverein (意味：技術的監査組合。読み：テヒニシャー ユーバーヴァッフンクスフェライン)を３文字に省略したもので、テュフズードに固有の名称ではなく、他の監査組合でも使われる。SÜDはドイツ語で「南」または「南部」と言う意味をもつ名詞である。
ドイツ語でのTÜV SÜDの発音は、Üの部分をやや長めに、またVや語尾のDを濁らずに「テューフ・ズュート」と発音される。ÜはUとは違ったウムラウト独特の籠った発音であるため、カタカナ発音の「テュフ」とはやや違った発音である。
「Ü」はドイツ語のみで使用される文字なため、日本やその他のドイツ語圏外の国では「TUV SUD」と表記され「ティーユーヴィー スード」と英語的に発音される場合もある。